# Lorscher Evangeliar

Evangelist Lukas

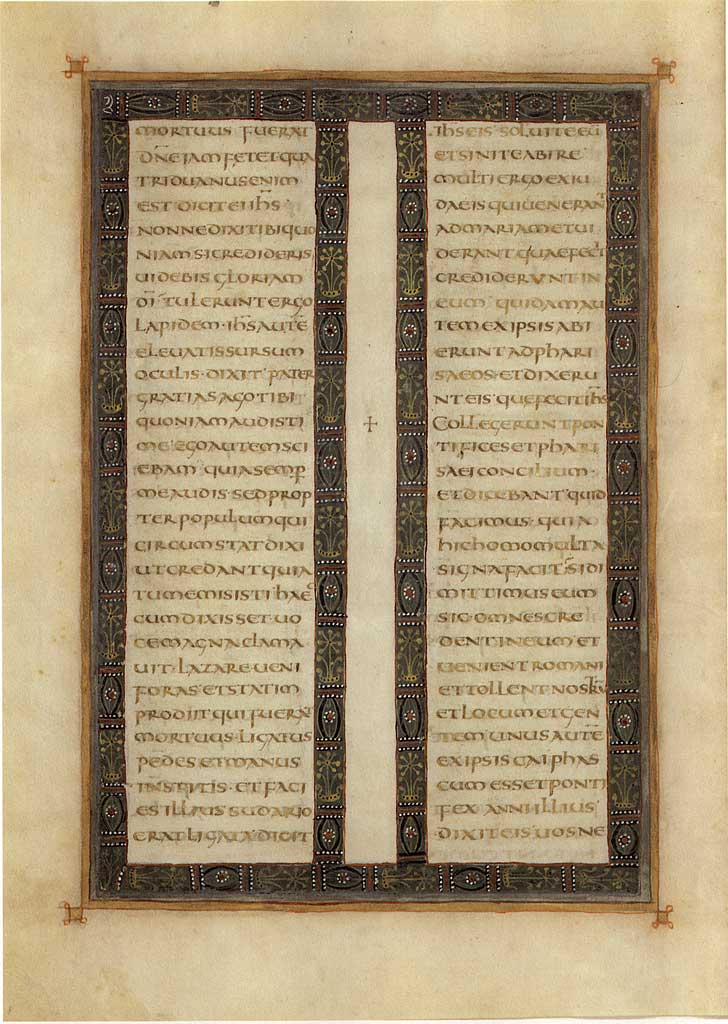
Typische Schriftseite

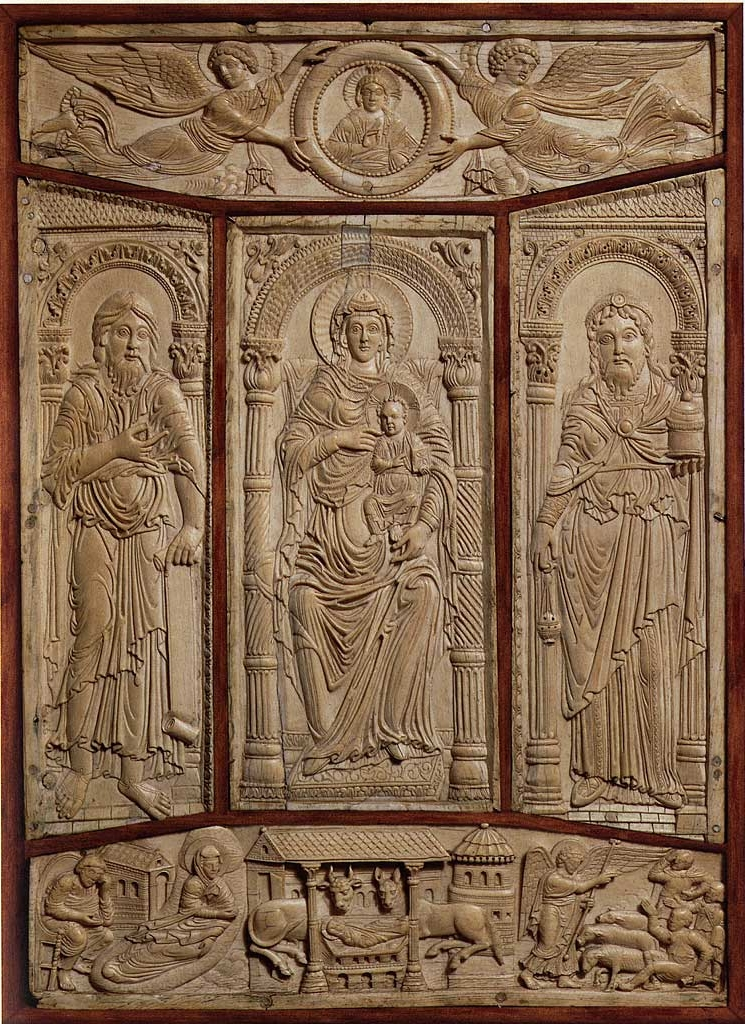
Elfenbeintafel des Lorscher Evangeliars, heute im Victoria and Albert Museum, London

Das Lorscher Evangeliar ist ein Evangeliar, das vermutlich in der Hofschule Karls des Großen entstanden ist. Die lateinische Bezeichnung lautet Codex Aureus Laureshamensis. Sein Entstehen wird auf etwa 810 datiert.
Das wert- und kunstvoll gestaltete Buch enthält textlich hauptsächlich die vier Evangelien. Ihren Namen erhielt die Handschrift nach dem Kloster Lorsch, in dem sie vom 9. Jahrhundert bis zur Aufhebung des Klosters 1556 aufbewahrt wurde. Die für die Entwicklung der Buchmalerei bedeutende Handschrift befindet sich heute in zwei Teilen in der Vatikanischen Bibliothek und in der Filiale der rumänischen Nationalbibliothek in Alba Iulia. Die zum Buchdeckel gehörenden Elfenbeintafeln befinden sich in den Vatikanischen Museen und im Victoria and Albert Museum in London.

## Beschreibung
Die Handschrift misst 37,4 × 27 cm, ursprünglich umfasste sie 474 Seiten. Der Schriftspiegel misst 27 × 17,5 cm. Verwendet wurde bestes Kalbspergament (Vellum). Die Seiten sind zweispaltig mit jeweils 31 Zeilen in Unziale geschrieben und rubriziert. Die Schriftzierseiten und Rubriken sind in Capitalis gehalten, Capitulare durch karolingische Minuskel abgesetzt. Markant ist die durchgängige Verwendung von Goldtinte. Auf den Schriftseiten sind die einzelnen Spalten von vielfältigem Rankenwerk gerahmt, Schriftzierseiten sind teilweise in Purpur auf Goldgrund geschrieben. Bei den Miniaturen, vier Evangelisten und einer Majestas Domini wurden ebenfalls Gold- und Silberfarben verwendet.
Die Elfenbeintafeln des Einbandes zeigten eine Marien- und eine Christusdarstellung.
Die Handschrift enthielt die vier Evangelien nach einer guten Textvorlage, zwei Briefe des Hieronymus, zwölf Kanontafeln, vier Vorreden zu den Evangelien sowie eine Capitulare.

## Geschichte
Das Evangeliar entstand vermutlich am Hof Karls des Großen. Die Verwendung erlesenster Materialien, wie Gold- und Purpurtinte, wie auch die hervorragend gearbeiteten Elfenbeintafeln des Einbands, zeichneten die Handschrift bereits zur Entstehungszeit als Prunkhandschrift für besondere Anlässe aus. Die einzelnen Teile der Handschrift weisen trotz ihres wechselvollen Schicksals kaum Gebrauchsspuren auf.
Erstmals erwähnt ist die Handschrift in einem Bibliothekskatalog des Klosters Lorsch um 860 als euangelium pictum, cum auro scriptum, habens tabulas eburneas (bebildertes Evangelium, mit Gold geschrieben, mit Elfenbeintafeln). In Lorsch wurde die Handschrift 1479 neu gebunden, dabei wurde sie vermutlich in zwei Teilbände getrennt.
1556 hob Kurfürst Ottheinrich von der Pfalz das Kloster Lorsch auf und führte dessen Bibliothek mit dem Lorscher Evangeliar seiner eigenen Bibliothek, der Bibliotheca Palatina, zu. Dort blieben beide Teile des Buches bis 1622, als das protestantische Heidelberg während des Dreißigjährigen Krieges von katholischen Truppen besetzt wurde. Die Bibliotheca Palatina wurde zugunsten des Papstes beschlagnahmt, die lateinischen Teile der Palatina bilden noch heute eine bedeutende Einzelsammlung der Vatikanischen Bibliothek. Der hintere, 124 Seiten umfassende Teilband des Lorscher Evangeliars mit Lukas- und Johannesevangelium gehört mit der Signatur Pal. Lat. 50 zu diesem Bestand. Die mit diesem Teil verbundene Elfenbeintafel wurde abgetrennt, sie befindet sich in den Vatikanischen Museen.
Der zweite Teil hatte dagegen ein abenteuerlicheres Schicksal. Leone Allacci, der mit dem Transport von Heidelberg nach Rom beauftragte päpstliche Gesandte, zweigte zwölf Kisten Bücher vom Transport für sich selbst ab, zu diesen Büchern gehörte vermutlich auch der zweite Teil. Allacci vermachte seine Bücher später dem Griechischen Kolleg in Rom. Das Collegium Graecum verkaufte später Teile seiner Bibliothek, um 1711 galt der Teilband als verschollen. Die mit dem Teil ursprünglich verbundene Elfenbeintafel wurde vor 1785 vom Buch getrennt. In diesem Jahr verkaufte der Erzbischof von Wien Christoph Anton von Migazzi Teile seiner Bibliothek einschließlich des vorderen Teiles des Lorscher Evangeliars dem Bischof von Siebenbürgen Ignác Batthyány. Mit der von diesem später gestifteten Bibliothek, dem Batthyaneum, wechselte der Teilband mehrfach den Besitzer: zunächst das Großfürstentum Siebenbürgen, dann bis 1918 das Königreich Ungarn, danach das Königreich Rumänien, das ab 1945 Volksrepublik wurde. 1961 wurde das Batthyaneum eine Außenstelle der rumänischen Nationalbibliothek. Nach der Rumänischen Revolution 1989 war der Verbleib des Lorscher Evangeliar-Fragments zeitweise ungeklärt, da die Bibliothek keine Anfragen mehr beantwortete. Erst 1992 wurde bekannt, dass auch dieser Teil des Evangeliars unversehrt geblieben war. 1999 konnte dieser Teil im Kloster Lorsch ausgestellt werden. Die Elfenbeintafel, die vor 1785 von diesem Buchteil abgetrennt worden war, war 1853 mit der Sammlung eines russischen Adeligen in den Kunsthandel gelangt, sie befindet sich heute im Victoria and Albert Museum (Inv.-Nr. 138–1866).

## Kunsthistorische Bedeutung
Karl der Große hatte die religiöse Liturgie neu ordnen lassen, in diesem Zusammenhang entstanden zahlreiche Handschriften, zu denen auch das Lorscher Evangeliar zählt. Die Illustration der Handschriften erforderte eine neue Bildersprache, die am Hof Karls aus unbekannten Vorlagen entwickelt wurde. Bei den Kanontafeln und den Evangelisten wurde vermutlich auf unbekannte byzantinische oder italische Vorlagen zurückgegriffen. In diesen Schreibschulen waren Schmuckinitialen ungebräuchlich, so dass für diese auf insulare Vorbilder zurückgegriffen wurde. Im Lorscher Evangeliar sind die Zierbuchstaben bereits reduziert, in den Ornamenten ist eine Tendenz zu größerer Plastizität deutlich.
Das Lorscher Evangeliar beeinflusste durch seinen Schreibstil den ab etwa 820 einsetzenden Schreibstil des Lorscher Skriptoriums, seine Buchmalereien beeinflussten maßgeblich die spätere Buchmalerei, beispielsweise des Klosters Reichenau, wie beispielsweise an der Majestas Domini des Gero-Codex nachgewiesen wurde.